# 玫花珠子木
玫花珠子木（学名：Phyllanthodendron roseum）为大戟科珠子木属下的一个种。

## 扩展阅读
- 維基物種上的相關：玫花珠子木